# Synasellus fragilis
Synasellus fragilis là một loài chân đều trong họ Asellidae. Loài này được Braga miêu tả khoa học năm 1946.